# Episodi di Radio Free Roscoe (quarta stagione)
La quarta stagione della serie televisiva Radio Free Roscoe è stata trasmessa in anteprima in Canada da Family Channel tra il 25 febbraio 2005 e il 27 maggio 2005.
| nº | Titolo originale            | Titolo italiano | Prima TV Canada  | Prima TV Italia |
| -- | --------------------------- | --------------- | ---------------- | --------------- |
| 1  | Unbreak My Heart            |                 | 25 febbraio 2005 |                 |
| 2  | We'll Always Have Roscoe    |                 | 4 marzo 2005     |                 |
| 3  | Musical Influences          |                 | 11 marzo 2005    |                 |
| 4  | Rah Rah Revenge             |                 | 18 marzo 2005    |                 |
| 5  | On a Wingman and a Prayer   |                 | aprile 2004      |                 |
| 6  | The All-Nighter             |                 | 8 aprile 2005    |                 |
| 7  | In the Key of F             |                 | 15 aprile 2005   |                 |
| 8  | Stand Up and Deliver        |                 | 22 aprile 2005   |                 |
| 9  | In Charm's Way              |                 | 6 maggio 2005    |                 |
| 10 | Truth or Conquests          |                 | 11 maggio 2005   |                 |
| 11 | The Trews About Rock & Roll |                 | 20 maggio 2005   |                 |
| 12 | Dance Around the Truth      |                 | 27 maggio 2005   |                 |
| 13 | The Last Dance              |                 | 27 maggio 2005   |                 |